# Attentat de la mosquée Yıldız
L’attentat de la mosquée Yıldız ou l'opération Nejuik est une tentative d'assassinat entreprise le 21 juillet 1905 par la Fédération révolutionnaire arménienne (FRA) et des militants anarchistes contre le sultan ottoman Abdülhamid II. L'attentat est perçu comme un acte de rétribution contre le principal responsable des massacres hamidiens (1894-1896), qui causent la mort de 100 000 à 300 000 Arméniens. La situation de plus en plus instable de l'Empire ottoman, en particulier pour les minorités ethniques et religieuses, qui sont discriminées et persécutées, les pousse à se radicaliser de manière croissante, une direction rendue plus aisée par l'introduction dans l'espace culturel ottoman du socialisme ou de l'anarchisme. Après une évolution progressive dans leur radicalisation, les membres de la FRA décident d'assassiner le sultan, et confient l'organisation du projet à leur fondateur et principal théoricien, Christapor Mikaelian.
Celui-ci, aidé de Sophie Arechian, Martiros Margarian, Ardaches Seremdjian, Garabed Yeghiguian, du couple d'anarchistes belges Anna Nellens-Edward Joris ou encore de la révolutionnaire allemande Marie Seitz met en place la tentative. Il meurt en préparant des explosifs en Bulgarie pour le projet - ce qui provoque de larges conflits dans le groupe et pousse à changer de méthode pour une méthode plus meurtrière et moins précise, mais qui garantirait la sécurité des révolutionnaires.
L'attentat est mené le 21 juillet 1905 devant la mosquée Yıldız, le groupe menant un chariot chargé de mélinite devant la mosquée et Arechian mettant en place le minutage de la bombe prévue pour exploser lorsque le sultan sortirait. L'attentat est un échec, non seulement car il tue 21 personnes et en blesse 58 autres, mais parce qu'Abdülhamid II en ressort complètement indemne.
Après l'attentat, Joris est arrêté et condamné à mort, ce qui provoque un important mouvement de contestation en Europe occidentale et mène à sa libération. La FRA sort de cet attentat avec la perte de Mikaelian et un large échec. De nombreuses interrogations subsistent à propos de la tentative.

## Histoire

### Contexte
Lors de la seconde moitié du XIXe siècle, l'Empire ottoman subit deux phénomènes parallèles, un déclin grandissant assorti à une modernisation du pays. L'Empire est en recul territorial provoqué par les indépendances progressives de plusieurs pays, comme la Grèce (1829) ou, dans les années 1870, la Roumanie, le Monténégro et la Serbie, avec une presqu'indépendance accordée à la Bulgarie. Ce recul territorial coïncide avec les incursions grandissantes des puissances occidentales dans l'Empire, et l'importation de concepts occidentaux, comme le nationalisme ou le colonialisme au sein de la société ottomane. Ces chocs culturels, économiques et politiques créent une situation de plus en plus violente et volatile, renforcée par la discrimination légale que l'Etat ottoman porte sur les minorités ethniques ou religieuses, comme les Arméniens, les Arabes, les Grecs, les Juifs ou les Assyriens, qui sont aussi périodiquement massacrées. Pour garder le contrôle des régions colonisées par l'Empire, y compris le Caucase et l'Arménie, l'Empire fait progressivement appel à des supplétifs, généralement des troupes kurdes composées d'anciens criminels amnistiés ou de groupes tribaux, les Hamidiés, qu'Abdülhamid II met en place avec l'idée de contrôler le territoire plus efficacement, de « réguler » les populations colonisées et de centraliser son Empire. Cette situation empire progressivement et de nombreux massacres sont organisés, tolérés ou couverts par l'administration ottomane, culminant dans les massacres hamidiens, qui causent la mort d'entre 100 000 et 300 000 Arméniens en deux ans (1894-1896) et annoncent le génocide arménien (1915-1923).
Parallèlement, l'introduction d'idéologies occidentales dans l'espace ottoman voit aussi l'arrivée dans l'Empire ottoman du socialisme et de l'anarchisme. L'anarchisme en particulier, qui s'accorde bien avec les luttes anticoloniales de la période, touche certains Arméniens, comme Simon Zavarian ou Christapor Mikaelian, qui professent tous deux une idéologie proche de l'anarcho-communisme et des positions tenues par Mikhaïl Bakounine, auteur qui les influence durablement,. Ces deux militants s'associent avec Stepan Zorian, un autre révolutionnaire arménien, et fondent avec lui la Fédération révolutionnaire arménienne (FRA) à Tbilissi en 1890. Le recours à l'action directe, au terrorisme ou à la propagande par le fait qui caractérise alors le mouvement et les attentats anarchistes en Occident influencent aussi rapidement l'organisation, qui procède à une première action de la sorte en lançant l'occupation de la Banque Ottomane en 1896, aidée par les révolutionnaires de l'Organisation révolutionnaire intérieure macédonienne (VMRO),, l'une des premières opérations terroristes de prise d'otages de l'histoire. Cette opération s'achève par un large pogrom organisé par Abdülhamid II tuant environ 7000 Arméniens dans la capitale.

### Prémices
La Fédération révolutionnaire arménienne envisage dès 1896 d'assassiner Abdülhamid II en rétribution des massacres hamidiens. Le 22 juin 1896, Hovnan Tavtian, le rédacteur en chef de Droshak (en), qui se trouve à Genève,, écrit à Zavarian pour lui dire que ce serait une bonne idée d'assassiner le sultan lors de la prière du vendredi. Zavarian n'est pas réellement d'accord, répondant qu'une telle attaque serait dangereuse car produirait encore plus de persécutions contre les Arméniens - la vraie raison de son refus réside peut-être dans le fait qu'en 1896, la FRA ne dispose pas des moyens financiers nécessaires pour entreprendre une action de telle ampleur, selon Gaïdz Minassian. Dans les années qui suivent, cependant, l'organisation se structure progressivement et surtout commence à récolter une « taxe révolutionnaire » auprès de la bourgeoisie arménienne, ce qui lui permet de s'enrichir et d'envisager progressivement de se tourner vers cette opération, qui devient à sa portée. La violence subie par les Arméniens lors des massacres, le fait que leur situation ne fait qu'empirer et le manque complet d'action des puissances occidentales poussent les membres de la FRA à se radicaliser progressivement.
En 1898, lors de son second congrès, l'organisation décide de commencer à préparer une insurrection armée de grande ampleur qui toucherait l'ensemble des provinces arméniennes de l'Empire ottoman. En 1901, les premiers préparatifs pour assassiner Abdülhamid II sont effectués en secret par Mikaelian et le noyau dur de l'organisation. En 1904, lors de son troisième congrès, la FRA décide officiellement de passer à l'action et vote - dans des termes cryptés - l'assassinat d'Abdülhamid II, qui devrait être mené en parallèle à une insurrection armée dans le Sassoun. Malheureusement pour les révolutionnaires, les autorités ottomanes se rendent compte de la tentative d'insurrection armée, ce qui déclenche la révolte de Sassoun de 1904 (en) et s'achève par une défaite complète de la population révoltée et des massacres d'Arméniens. La FRA planifie aussi de déclencher des mouvements de guérilla le long des frontières de l'Empire, pour forcer d'autres puissances à intervenir.

### Préparation
Le congrès confie l'organisation de l'attentat à son cofondateur, Christapor Mikaelian (Samuel Fein) et a un groupe de quelques personnes, composé d'Ardaches Seremdjian (Torkom), Garabed Yeghiguian (Achod), Martiros Margarian (Safo-Liba Ripps) et Tavtian. Ce dernier quitte le groupe rapidement, mais Mikaelian et les autres conspirateurs se retrouvent au Pirée en 1904 et ajoutent d'autres membres au groupe, Vramshabouh Kendirian (Yervant) et Chris Fenerdjian (Silvio Ricci).
Pendant cette pause en Grèce, les conjurés sont aussi rejoints par Sophie Arechian (Rubina). Elle est invitée à les rejoindre par Mikaelian, qui l'a rencontrée à Bakou et qu'elle impressionne. Avant qu'elle ne rejoigne le groupe, les révolutionnaires se réunissent pour savoir s'il faut inclure des femmes ou non à l'organisation de l'attentat et décident qu'il est mieux de demander l'avis aux intéressées. Le 4 décembre 1904, Arechian, la révolutionnaire allemande Marie Seitz (Sophie Rips) et une certaine 'Michelle' se joignent aux débats et annoncent qu'elles sont tout à fait volontaires pour participer au projet, qu'elles sont offensées qu'on leur pose la question et que si besoin s'en faisait sentir, elles organiseraient la tentative seules. Le fait que des femmes puissent avoir une place aussi importante dans une organisation comme la FRA n'est pas étonnant, au regard de la présence importante de telles figures dans les mouvements d'extrême gauche de la période.
Les conspirateurs se mettent alors en route vers Constantinople et rejoignent la capitale ottomane. Dans la capitale, le groupe de sept Arméniens, chargé d'être le commando, est en réalité soutenu par un réseau plus large mis en place par l'organisation ; un groupe de quinze personnes comportant quatre femmes est chargé de la logistique, c'est-à-dire de transférer l'argent, les explosifs, les armes entre les différentes parties de l'Empire ou de l'étranger et entre les différentes caches de l'organisation. Ce groupe est aussi chargé d'essayer de trouver de nouvelles caches ou de repérer si les services de renseignement ottomans surveillent quelqu'un. Pour la gestion des explosifs, l'organisation est en lien avec le professeur Rouher de Genève, qui prépare en 1904 la bombe utilisée par Igor Sazonov (en), un allié de la FRA, pour assassiner Viatcheslav Plehve, ministre de l'Intérieur russe responsable de la spoliation des biens de l'Église apostolique arménienne. Elle est aussi en lien avec un professeur de chimie du nom de Rubanovitch qui est en France.
De plus, le groupe s'ouvre à des révolutionnaires étrangers, comme l'anarchiste belge Edward Joris, qui est sensibilisé à la situation des Arméniens à travers Kendirian, son collègue de travail. Après s'être lié d'amitié avec lui, Kendirian fait part de cette recrue potentielle aux autres membres du groupe, qui sont très satisfaits, d'une part car il est anarchiste, ce qui leur fait penser qu'il se joindra aisément à la tentative, mais de plus parce qu'il est belge, et que cette nationalité permet d'acquérir de nombreux avantages dans l'Empire, qui sont impossibles ou durs à atteindre en étant Arménien. Ainsi, Joris, rapidement rejoint par son épouse, la militante anarchiste Anna Nellens (Bella), est capable de se déplacer dans l'Empire, de déplacer des biens, de se rendre dans des zones surveillées dont l'entrée est moins contrôlée pour les occidentaux, etc.. Ces raisons expliquent aussi probablement pourquoi l'organisation s'ouvre à la participation de Marie Seitz.
Le groupe renvoie par ailleurs Chris Fenerdjian et cesse de collaborer avec lui après avoir considéré qu'il était trop « insouciant ». Mikaelian soutient l'idée de cibler directement le sultan, si possible en l'attaquant lors d'une de ses visites biannuelles au palais de Dolmabahçe - où le commando s'introduirait et jetterait des bombes sur lui. Cette méthode, inspirée des méthodes de la Narodnaïa Volia, dont il est un ancien membre, est soutenue par Arechian et a le mérite de minimiser les pertes civiles tout en augmentant les chances de tuer le sultan, en faisant courir le risque de mourir aux membres du commando. Cependant, des conflits éclatent rapidement au sein de l'organisation, Mikaelian-Arechian et Margarian ne s'accordant pas sur le choix à prendre, Margarian préférant utiliser un chariot miné devant la mosquée Yıldız, une stratégie pouvant causer de nombreuses victimes civiles et ayant plus de chances d'échouer mais garantissant une plus grande sécurité pour les révolutionnaires. Le conflit qui oppose les membres du groupe est important, Arechian l'accusant notamment de lâcheté. Elle déclare à ce propos :

« Je fus stupéfaite ; comment pouvait-on être un révolutionnaire et avoir peur du sacrifice sans profiter de toutes les options disponibles ? »

Finalement, Mikaelian et Margarian parviennent à un accord ; l'attentat est prévu comme Mikaelian le souhaite mais dans le pavillon diplomatique attenant à la mosquée Yıldız. Cependant, ce compromis rend l'exécution du plan plus compliquée ; Mikaelian, Arechian et Kendirian quittent Constantinople pour se rendre en Bulgarie afin d'y tester des explosifs fournis par l'anarchiste Naum Tiufekchiev,. Pendant ce temps, le groupe logistique resté sur place s'affaire et parvient à importer à peu près 100kg de mélinite depuis la Grèce. La cargaison, dissimulée dans des barres de savon de 1,2kg chacune est récupérée et dissimulée. Le groupe risque d'être découvert mais Joris parvient à dissimuler le contenu des caches avant que la police ottomane n'intervienne à deux reprises.
L'organisation de l'attentat marque cependant un coup d'arrêt avec la mort de Mikaelian et de Vramshabouh Kendirian le 4 mars 1905 près du Vitocha. Mikaelian et Kendirian manipulent des bombes et font une mauvaise manipulation, alors qu'Arechian est présente. Elle assiste à l'explosion et alors qu'elle appelle Mikaelian de son surnom affectueux de papa (en arménien Հայրիկ (hayrik)), se rend compte qu'il est en train de mourir et ferme trois fois ses paupières. Elle prend en charge la dissimulation de l'événement, afin que le groupe ne soit pas saisi par les autorités, nettoie les chambres utilisées par les révolutionnaires dans l'hôtel où le groupe loge puis transfère les explosifs chez Boris Sarafov, un dirigeant de l'Organisation révolutionnaire intérieure macédonienne (VMRO) qui est un allié de la FRA. Sarafov, chez qui elle se rend, est aussi un proche de Naum Tiufekchiev. Pendant ce temps, à Constantinople, Marie Seitz retrouve Edward Joris, qui est très affecté par la perte de son ami - d'autant plus que son passeport est sur place, bien que les révolutionnaires de l'Organisation révolutionnaire intérieure macédonienne (VMRO) parviennent à le récupérer avant l'arrivée de la police. Avec Joris et Margarian, les trois révolutionnaires passent alors une nuit de deuil et de réconfort.

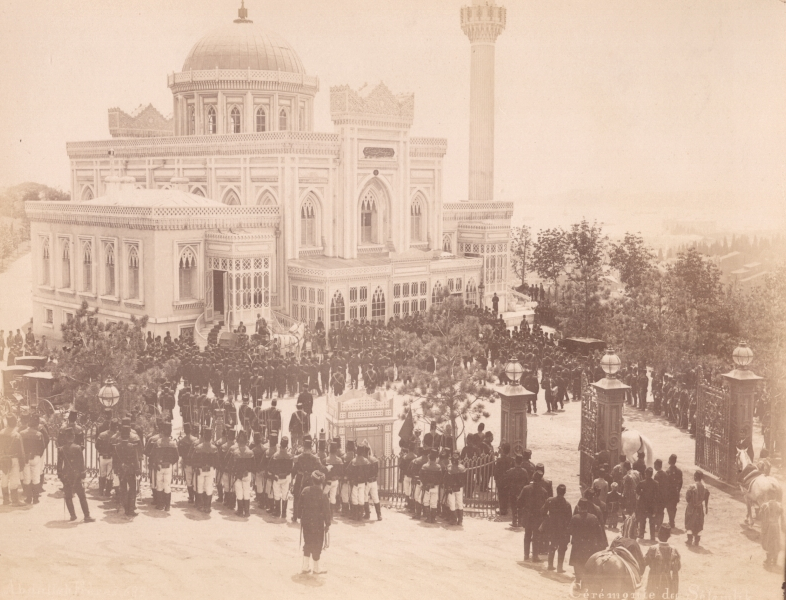
Mosquée Yıldız lors d'une cérémonie officielle ottomane à la fin du XIXe siècle.

Arechian est la seule membre du commando à assister aux funérailles de Mikaelian, le 10 mars 1905. Environ 6000 personnes y assistent, dont des étudiants turcs et des révolutionnaires macédoniens. Peu après, Margarian décide de se faire nommer chef du groupe et se rend à Genève pour obtenir ce poste. A son retour, il impose son choix initial d'utiliser un chariot miné, ce qui provoque d'intenses conflits avec Arechian. De plus, le fait que le père de Kendirian cherche à se renseigner auprès de la Fédération révolutionnaire arménienne et des milieux arméniens au sujet de la mort de son fils alerte Joris et la FRA de l'imminence d'une découverte du complot par les autorités ottomanes.
Arechian entre en conflit une nouvelle fois avec Margarian, décidant de mener l'opération à terme même si cela lui coûte la vie, à la suite de quoi Joris - chez qui elle réside alors, quitte la pièce pour signifier sa désapprobation morale, et elle tire au sort qui du groupe actionnerait la bombe avec Margarian. Lorsque le sort la choisit, elle en est très satisfaite. Les membres qui ne participent pas au commando quittent la ville avant même le début de l'attentat. Nellens, par exemple, quitte Constantinople la veille de l'attentat, le 20 juillet 1905, avec 240 francs, pour se rendre à Plovdiv, où le dirigeant de la FRA local est chargé de la faire passer en clandestinité et lui trouver un emploi si besoin. Le lendemain, l'attentat se produit alors qu'elle est déjà en fuite. Les préparatifs étant achevés, le groupe se prépare à lancer l'attentat.

### Attentat de la mosquée Yıldız

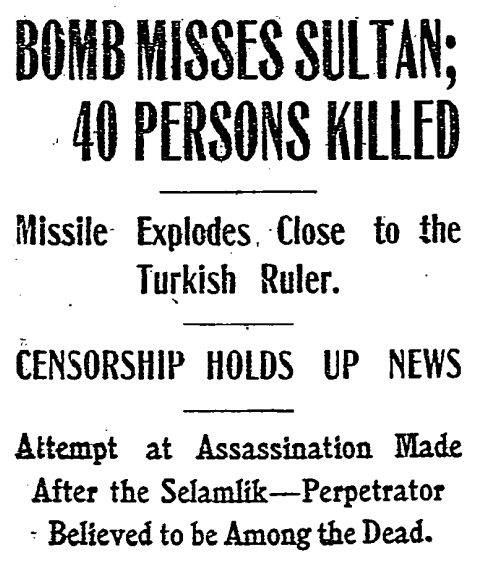
Le titre du New York Times du 22 juillet 1905.

La veille de l'attaque, les conjurés rassemblent les explosifs. Le lendemain matin, le 21 juillet 1905, ils partent dans le chariot miné de kilogrammes de mélinite. Le prétexte choisi par les quatre membres, Arechian, Margarian, Seitz et le conducteur du chariot, Zareh, est d'aller acheter des fleurs à Arechian, le groupe se met alors en route vers la mosquée. Arechian emmène avec elle des ciseaux, ce qui provoque un conflit avec Margarian, car cela lui permettrait de déclencher l'explosion instantanément en coupant le mécanisme d'action de la bombe, ce qu'il juge être « inutile et superflu ». Elle emmène aussi un revolver, au cas où elle serait arrêtée.
Le groupe arrive devant la mosquée et Arechian lance le minuteur des bombes d'une minute et vingt-quatre secondes à douze heures quarante-trois minutes et trente-six secondes. Ils s'enfuient ensuite, étant certains du succès de leur entreprise. Après l'attentat, elle se réfugie avec trois autres membres du groupe à proximité de la maison de Joris, où Seitz peut surveiller ses allées et venues. Joris a indiqué au groupe qu'il les rejoindrait afin qu'ils puissent s'accorder et probablement fuir ensemble. Cependant, l'anarchiste arrive, déjeune sans prêter attention à eux puis part de nouveau du bâtiment, sous leurs yeux, sans faire mine de les connaître. Alors que le temps passe, Arechian et les autres décident de l'attendre jusqu'à dix-huit heures, heure à laquelle il quitte habituellement son travail et rentre chez lui. La fuite de Constantinople au plus vite est déjà compromise car l'attente leur fait rater les derniers départs de ferrys vers Le Pirée et l'Empire russe. Puisqu'à dix-huit heures, Joris est toujours introuvable - en réalité il assiste aux 75 ans de l'indépendance belge dans un hôtel particulier de la capitale, le groupe décide de partir à peu près à dix-neuf heures trente, soit sept heures après l'attentat. Seitz se faisant passer pour l'épouse de Margarian, alors qu'Arechian feint d'être la compagne de Zareh, les quatre parviennent à rejoindre la gare et à prendre le dernier train pour Sofia, aidés par des policiers turcs à monter leurs bagages dans le train. Le groupe est très satisfait dans le train et les révolutionnaires se serrent les mains et se félicitent, certains qu'Abdülhamid II est mort et que l'attentat est un succès.
Le lendemain, ils apprennent que l'opération est un échec car non seulement le groupe a tué 21 personnes, blessé 58 autres, mais Abdülhamid II en ressort complètement indemne, s'étant arrêté pour parler dans la mosquée avec Mehmet Djemaleddin Efendi (en) avant de sortir.

### Suites
Puisque la plupart des conjurés ont fui l'Empire ottoman, les condamnations à mort qui les touchent sont faites par contumace dans la plupart des cas. Après une enquête assez rapide de la police ottomane, qui se solde par la découverte de l'adresse d'Edward Joris, il est arrêté. Il défend d'abord son innocence mais cette position est compliquée. Les preuves découvertes chez lui sont nombreuses, comme des armes, des lettres compromettantes, notamment à Dicran Nalbandian, un révolutionnaire que la police ottomane arrête à Smyrne et chez qui elle trouve 200 bombes. Joris possède aussi plusieurs exemplaires de Pro Armenia, un journal arménophile tenu par l'anarchiste français Pierre Quillard. Vu que sa défense est compliquée, il décide de collaborer en partie avec les autorités ottomanes, en leur donnant certains détails sur les membres du commando et l'organisation du groupe. En réalité, la police ottomane possède déjà la plupart des informations que Joris lui donne. Il est finalement condamné à mort après son procès, ce qui provoque un important mouvement de contestation parmi les anarchistes et plus généralement les socialistes belges et la naissance des « Jorisards », un mouvement lié avec les Dreyfusards français qui cherche à la libération de Joris,,. Ce mouvement s'exporte et touche la France, avec des personnalités comme Georges Clemenceau ou Jean Grave qui soutiennent sa libération,. Les Temps Nouveaux, le journal organisé par Grave, déclare :

« Nos camarades se rappellent Joris inculpé au complot contre le bandit de Yldiz-Kiosk, condamné à mort par les juges du massacreur, il y a un an et demi. […] Les Arméniens sont arrêtés en masse et Joris le dangereux, le terrible, qui du fond de sa geôle fait danser les bombes, pâtira par une surveillance plus serrée des sales exploits de la racaille policière. »

La Fédération révolutionnaire arménienne, de son côté, est plongée dans le chaos. Non seulement son fondateur, principal organisateur et penseur, Christapor Mikaelian est mort dans la préparation de l'attentat, mais celui-ci s'avère aussi être un échec complet. Des troubles et des conflits pour la direction du parti naissent au sein des révolutionnaires. De plus, la FRA n'intervient que peu pour soutenir la libération de Joris. En premier lieu, le groupe est alors en prise avec de nouvelles menaces imminentes, la répression russe et les massacres arméno-tatars, qui le forcent à se recentrer dans le Caucase. Des raisons plus profondes peuvent expliquer ce choix, comme le fait que des centaines de révolutionnaires arméniens sont alors dans des prisons ottomanes et que militer pour la libération de Joris pourrait justifier des tortures ou exactions envers les révolutionnaires emprisonnés. Cependant, il se pourrait aussi que les dirigeants de la FRA n'aient que peu confiance en Joris. Lorsqu'il est gracié par le sultan ottoman en 1907, et renvoyé en Belgique, la FRA lui donne 700 francs pour ses frais médicaux et s'éloigne de lui, possiblement à cause de soupçons sur les conditions de sa libération, la grâce spontanée du sultan semblant particulièrement suspecte aux révolutionnaires arméniens.

### Questions en suspens
Gaïdz Minassian relève plusieurs questions ouvertes autour de l'attentat, tout d'abord, la question de savoir pourquoi Joris est libéré spontanément des prisons ottomanes.
De plus, la veille de sa mort, Mikaelian envoie une lettre au général bulgare Stoijkov, proche de la Russie, en lui détaillant des éléments de l'opération, ce qui soulève des questions sur la raison d'une telle lettre. Cela d'autant plus qu'aucun élément ne semble montrer que l'opération était dirigée ou organisée par la Russie.
Sa mort est par ailleurs suspecte, puisqu'il aurait déclaré à Arechian être particulièrement prudent avec les bombes. Celles-ci, de mauvaise qualité, fournies par Tiufekchiev et l'Organisation révolutionnaire macédonienne intérieure (VMRO) sont aussi suspectées par la FRA, et pourraient possiblement avoir été volontairement rendues défaillantes pour tuer Mikaelian. Cependant, Mikaelian n'est pas artificier et n'a pas de formation particulière pour manipuler des explosifs, ce qui pourrait tout aussi bien confirmer la thèse de l'accident, selon Minassian.
En tous cas, de nombreuses factions ont intérêt à voir le révolutionnaire arménien mourir, selon Minassian, Mikaelian étant un fervent opposant à une union avec les Jeunes-Turcs dans une sorte de révolution pacifique qui verrait les Jeunes-Turcs prendre le pouvoir sur Abdülhamid II. Il soutient que le nationalisme de ces mouvances politiques serait pire que celui d'Abdülhamid. Ces positions et l'organisation de l'attentat sont en très clair conflit avec les intérêts du Royaume-Uni et de la France dans la région, qui préfèrent voir les Jeunes-Turcs prendre le pouvoir. Après la mort de Mikaelian, la FRA adopte cette union et soutient la révolution des Jeunes-Turcs.